# Aeroporto Internacional de Lungi
O Aeroporto Internacional de Freetown-Lungi (IATA: FNA, ICAO: GFLL) é um aeroporto internacional situado na cidade costeira de Lungi, Serra Leoa, 15 km a norte da capital Freetown. Serve como o principal aeroporto de viagens domésticas e internacionais de Serra Leoa, como também a cidade de Freetown a maior cidade do país. O rio Serra Leoa separa o aeroporto da capital. 
O aeroporto é operado pela Autoridade Aeroportuária de Serra Leoa, que era originalmente uma estação britânica da Royal Air Force.

## Ligação externa
- A-Z World Airports